# Essig (Swisttal)
Essig ist eine Ortschaft der Gemeinde Swisttal im nordrhein-westfälischen Rhein-Sieg-Kreis. Bis 1969 war Essig eine eigenständige Gemeinde.

## Geographie
Essig liegt linksrheinisch an der B 56, ungefähr in der Mitte zwischen Rheinbach und Euskirchen. Über die B 56 erreicht man nach gut 14 Kilometern die Stadtgrenze von Bonn. Essig ist mit ungefähr 390 Einwohnern die kleinste der zehn Ortschaften der Gemeinde Swisttal.
In unmittelbarer Nachbarschaft zu Essig liegen südlich Odendorf und nördlich Ludendorf.

## Geschichte
Einst an der Römerstraße von Castra Belgica (Billig) über Kuchenheim nach Buschhoven gelegen, wurde dieser Ort schon zur Zeit der römischen Legionen im Rheinland von einem bedeutenden Verkehrsweg berührt und in Urkunden des 9. Jahrhunderts unter dem Namen „Hesengahova“ erwähnt. Die Geschichte von Essig ist eng mit der des Klosters Stella Mariae (Marienstern) verbunden. Die Windfahne des Klosters, der siebenstrahlige Stern, stand Pate für das spätere Gemeindewappen und ist immer noch auf dem Dach des Anwesens der Familie Brauweiler in der Sternstraße zu bewundern.

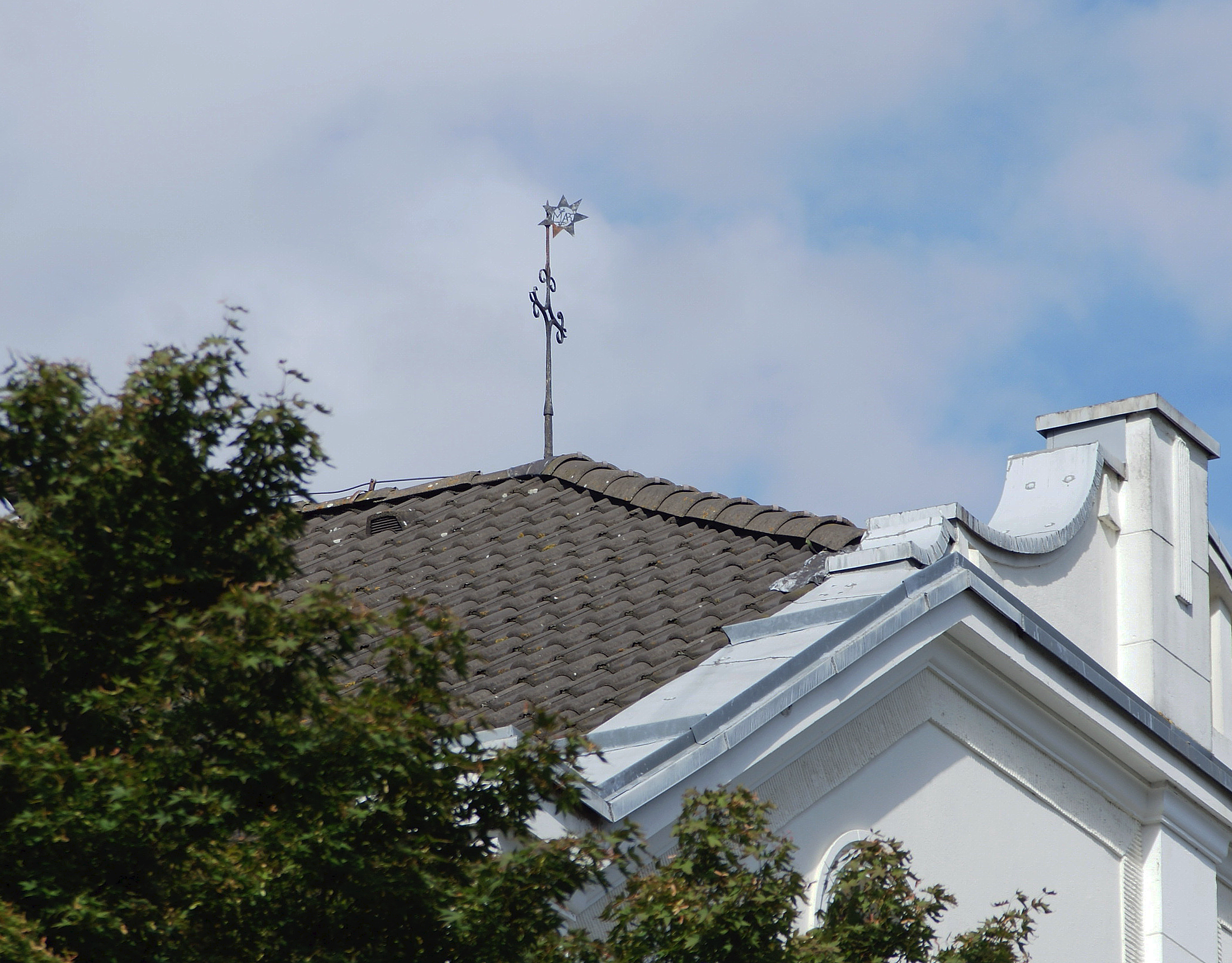
Der Stern auf dem Dach des Hauses in der Sternstraße 7 stammt aus der Zeit des Klosters

Das Kloster Maria Stern gehört nicht zu den alten Gründungen, die seit dem frühen Mittelalter bestehen und auf eine glänzende Geschichte zurückschauen können. Seine Gründung verdankt Maria Stern jener Welle vorreformatorischer, innerkirchlicher Erneuerung, die vom Niederrhein und Holland ausgehend im 15. Jahrhundert auch Deutschland erfasste. Die große Zeit der religiösen Bruderschaften war gekommen, Pilgerströme zogen quer durch Europa. Gerade damals wuchs die Bedeutung der Aachen-Frankfurter Straße als Handels-, Heer- und Pilgerweg außerordentlich. Den Pilgern, die auf der großen Heerstraße ihren Weg nahmen, sollte die Stiftung vorzugsweise dienen. Im Jahre 1432 veranlasste Nikolaus Sasse, Harnischmacher zu Münstereifel, die Eheleute Edelherr Johann von Schleiden und Anna von Blankenheim, Besitzer des Blankenheimer Hofes neben der alten Kirche in Odendorf, ein Grundstück, „auf dem Essig“ genannt, zu schenken, damit hier ein Kloster gebaut werde. Noch im gleichen Jahr gab der damalige Pfarrer von Odendorf, Heinrich Wobel, seine Zustimmung zur Errichtung eines Pilgerhospitals nebst Armenfriedhof und einer kleinen Kapelle. Später sollten die Gebäude zu einem Kloster erweitert werden. Sobald die Erlaubnis des Pfarrers vorlag, stiftete Nikolaus Sasse mit Hilfe weiterer Spender die geplanten Anlagen. Die Kapelle wurde 1437 zu Ehren Unserer lieben Frau, des hl. Apostels Jacobus sowie der heiligen kölnischen Marschälle geweiht.
Das Kloster wurde am Anfang von Birgittinnen und später von Augustinerinnen bewirtschaftet, bis 1802 die Säkularisation auch das Ende des Essiger Klosters bedeutete. Mit einem Konsularbeschluss vom 9. Juni 1802 (20. Prairial an X) wurden Klöster und Stifte im gesamten linksrheinischen Gebiet enteignet und ihr Besitz in weltliches Eigentum überführt. Die Klostergebäude von Maria Stern wurden versteigert und die Kirche 1804 abgebrochen.
Nach wechselvollen Zeiten unter französischer und preußischer Herrschaft, der Weimarer Republik und dem Nationalsozialismus, trat nach dem Ende des Zweiten Weltkrieges auf der Basis des Grundgesetzes am 28. Oktober 1952 eine Gemeindeordnung und im März 1953 eine Amtsordnung für alle Gemeinden in Nordrhein-Westfalen in Kraft. Danach erhielten die zum damaligen Amt Ollheim gehörenden Gemeinden eigene Gemeinderäte und Bürgermeister und eine eigene Amtsvertretung, der die öffentlichen Verwaltungsaufgaben übertragen wurden. Das Amt Ollheim, zu dem Essig gehörte, existierte bis 1961 und wurde dann bis zur Kommunalen Neugliederung 1969 in Amt Ludendorf umbenannt. Mit dem Gesetz zur kommunalen Neugliederung des Raumes Bonn, das am 1. August 1969 wirksam wurde, schlug auch die Geburtsstunde der Gemeinde Swisttal mit Essig als kleinster Ortschaft.
Essig wurde durch das Hochwasser im Juli 2021 schwer getroffen. Der Orbach als Ablaufgewässer für die oberliegenden Bäche Sürstbach und Steinbach sowie der örtliche Starkregen in Höhe von 150 bis 200 mm bis ca. 20:30 Uhr überschwemmten den gesamten Ort. Zudem wurde Essig neben weiteren Ortsteilen der Gemeinde Swisttal und der Stadt Rheinbach wegen der Gefahr eines Dammbruches der Steinbachtalsperre am 14. Juli 2021 evakuiert. Am 19. Juli 2021 hatte der Pegel in der Steinbachtalsperre im Kreis Euskirchen den unkritischen Wasserstand erreicht. Damit bestand akut keine Gefahr mehr, dass der Staudamm brechen könnte. Somit konnten die Evakuierungsmaßnahmen für Swisttal und Rheinbach aufgehoben werden.

## Politik
Ortsvorsteher von Essig ist Michael Bienentreu (Stand 2021).